# Maud Olofsson
Maud Elisabeth Olofsson (née Olsson, le 9 août 1955 à Arnäsvall dans le Ångermanland), est une femme politique suédoise. Présidente du Parti du centre de 2001 à 2011, elle est ministre des Entreprises et de l'Énergie entre 2006 et 2011, et vice-ministre d'État de 2006 à 2010.

## Biographie

### Débuts en politique
Maud Olofsson grandit à Högbyn, dans la municipalité d'Örnsköldsvik, dans le comté de Västernorrland. Elle commence sa carrière politique à titre d'ombudsman de l'organisation de jeunesse du Parti du Centre en 1974, et est membre du conseil local de Luleå en 1976, et puis encore de 1978 à 1981. De 1992 à 1994, dans le gouvernement centre-droit de Carl Bildt, elle travaille comme conseillère spéciale au ministre Börje Hörnlund au ministère du Travail. À partir de 1996, elle est membre du conseil du Parti du Centre. De 1997 à 2001, elle travaille comme directrice générale de l'économie rurale et des sociétés agricoles (Hushållningssällskapet) dans Västerbotten. Elle est élue chef du Parti le 19 mars 2001, succédant à Lennart Daléus.

### Positions politiques
Son point de vue politique est traditionnel du Parti du Centre, et met l'accent sur les régions rurales de la Suède et la survie des communautés rurales. Elle y combine aussi des politiques économiques du centre-droit. Cependant, c'est un élément nouveau et remarquable dans l'histoire du Parti du Centre, quand Maud Olofsson caractérise l'idéologie de son parti comme « le libéralisme social ». Quoique le Parti du centre de l'histoire ait parfois collaboré avec les Démocrates Sociaux de l'administration, en vertu de la partie Maud Olofsson opte pour un rôle clair d'opposition, le renforcement de son alliance avec les libéraux, les chrétiens-démocrates et le parti modéré.

### Ministre de Reinfeldt
Après sa victoire aux élections en 2006, cette alliance lui demande former un nouveau gouvernement avec Fredrik Reinfeldt. Maud Olofsson est nommée vice-ministre d'État et ministre des Entreprises et de l'Énergie. Les élections de 2010 ayant permis au Parti du peuple - Les Libéraux de passer devant le Parti du centre en nombre de sièges, elle perd alors son titre de vice-ministre d'État au profit de Jan Björklund tout en conservant son poste ministériel. À la suite de son remplacement par Annie Lööf à la direction du parti, le 23 septembre 2011, elle lui cède la place au gouvernement, le 29 septembre.

### Vie privée
Maud Olofsson est mariée avec Rolf, avec qui elle a trois enfants.